# 葉經
葉經（1505年—1543年），字叔明，號東原，浙江上虞縣人，民籍。明朝政治人物，同進士出身。

## 生平
嘉靖十年（1531年）辛卯科浙江鄉試第二十七名舉人，嘉靖十一年（1532年）聯捷壬辰科三甲進士。礼部观政，授福州府推官，调常州府，十八年十一月擢授江西道試監察御史，十九年十月實授。嘉靖二十年（1541年）上疏彈劾嚴嵩。巡按山東，嘉靖二十二年（1543年）擔任山東鄉試監臨官，后被嚴嵩誣陷誹謗，廷杖八十，貶為平民。隨後傷重去世。隆慶初年（1567年）贈光祿少卿。蔭一子為官。與徐學詩、謝瑜、陳紹合稱“上虞四諫”。

## 家族
曾祖葉愛同；祖葉壘，教諭；父葉時政；母張氏。具慶下，妻張氏，弟綸；緯；綵，子裳。